# Gotthun
Gotthun ist eine Gemeinde im Landkreis Mecklenburgische Seenplatte in Mecklenburg-Vorpommern. Sie wird vom Amt Röbel-Müritz mit Sitz in der Stadt Röbel/Müritz verwaltet.

## Geografie
Die Gemeinde Gotthun liegt in der Mecklenburgischen Seenplatte, unmittelbar am Westufer der Müritz. Das Gemeindegebiet bildet eine Halbinsel, die von der Sietower Bucht an der Mündung des Kellerbachs und der Müritzbucht Binnensee begrenzt wird. Vom Aussichtspunkt am Ufer nordöstlich von Gotthun hat man einen Blick auf zwei Drittel des größten Binnensees in Deutschland. Die Stadt Röbel/Müritz ist ca. fünf Kilometer entfernt.
Umgeben wird Gotthun von den Nachbargemeinden Waren (Müritz) im Nordosten, Südmüritz im Osten (Berührungspunkt), Röbel/Müritz im Süden, Groß Kelle im Westen sowie Sietow im Nordwesten.

## Geschichte
Am 16. Juni 1359 wurde der Ort Gotthun erstmals urkundlich erwähnt. Fürst von Werle verzichtete auf alle fürstlichen Rechte an sechs Hufen zu Gotthun, welche der Priester Iwan Kriwitz dem Kaland geschenkt hatte. Die Urkunde ist im mecklenburgischen Urkundenbuch Bd. XIV Nr. 8628 abgedruckt. Der Bereich um die Müritz wurde aber schon vor etwa 5000 Jahren besiedelt, davon zeugt ein Großsteingrab nahe Gotthun. Die „Gotthuner Schanzen“ am Müritzufer sind Reste von Befestigungsanlagen aus dem Dreißigjährigen Krieg. Bis 1810 arbeitete am Kellerbach eine Wassermühle, sie wurde um 1840 durch die Schamper Mühle, einen Erdholländer ersetzt. In dieser Mühle befinden sich heute Ferienwohnungen. Das ehemalige Gutshaus (1826 errichtet) ist heute kulturelles Zentrum Gotthuns, hier sind Gemeindebüro, ein Touristikunternehmen sowie diverse Vereinsräume untergebracht.

## Politik

### Gemeindevertretung und Bürgermeister
Der Gemeinderat besteht (inkl. Bürgermeister) aus sieben Mitgliedern. Die Wahl zum Gemeinderat am 26. Mai 2019 hatte folgende Ergebnisse:
| Partei/Bewerber                  | Prozent | Sitze |
| -------------------------------- | ------- | ----- |
| Freie Wählergemeinschaft Gotthun | 92,24   | 6     |
| CDU                              | 7,76    | 1     |

Bürgermeister der Gemeinde ist Johannes Saathoff.

### Wappen, Flagge, Dienstsiegel
Die Gemeinde verfügt über kein amtlich genehmigtes Hoheitszeichen, weder Wappen noch Flagge. Als Dienstsiegel wird das kleine Landessiegel mit dem Wappenbild des Landesteils Mecklenburg geführt. Es zeigt einen hersehenden Stierkopf mit abgerissenem Halsfell und Krone und der Umschrift „GEMEINDE GOTTHUN“.

## Wirtschaft und Infrastruktur
Neben der Landwirtschaft spielt der Tourismus in der Gemeinde eine wichtige Rolle. Zu den bestehenden Campingplätzen (incl. des FKK-Platzes am Hirschberg) kamen in den letzten Jahren Pensionen, Ferienhäuser, Ferienwohnungen, ein Hotel und gastronomische Einrichtungen dazu.

## Verkehr
Gotthun liegt an der Verbindungsstraße von Röbel/Müritz nach Waren (Müritz) und Malchow (diese Straße verbindet die Bundesstraße 192 mit der Bundesstraße 198). Die Autobahn-Anschlussstelle Röbel an der A 19 (Rostock–Dreieck Wittstock/Dosse) ist ca. 13 km entfernt. Die nächsten Bahnhöfe befinden sich in Malchow und Waren (Müritz).

## Sehenswürdigkeiten

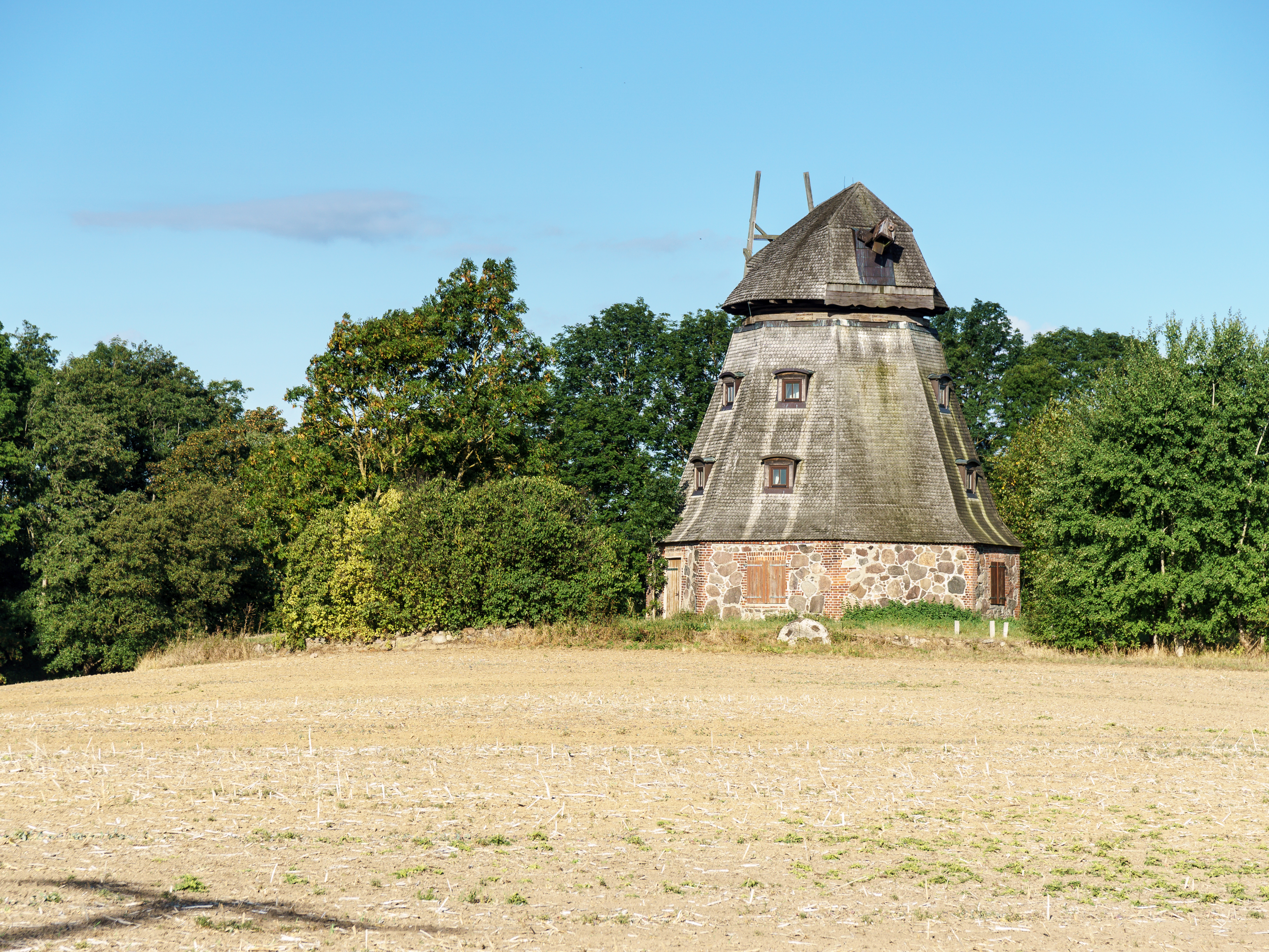
Schamper Mühle

- 1351 errichtete Wassermühle (Schamper Mühle), ursprünglich im Besitz des Klosters Dobbertin
- bis 1965 genutzte Holländer-Windmühle
- Gutshaus des Grafen von Blücher, 1826 erbaut[5]